# P2RY13
P2RY13 (англ. Purinergic receptor P2Y13) – білок, який кодується однойменним геном, розташованим у людей на короткому плечі 3-ї хромосоми.  Довжина поліпептидного ланцюга білка становить 354 амінокислот, а молекулярна маса — 40 789.
| 10         |  | 20         |  | 30         |  | 40         |  | 50         |
| ---------- |  | ---------- |  | ---------- |  | ---------- |  | ---------- |
| MTAAIRRQRE |  | LSILPKVTLE |  | AMNTTVMQGF |  | NRSERCPRDT |  | RIVQLVFPAL |
| YTVVFLTGIL |  | LNTLALWVFV |  | HIPSSSTFII |  | YLKNTLVADL |  | IMTLMLPFKI |
| LSDSHLAPWQ |  | LRAFVCRFSS |  | VIFYETMYVG |  | IVLLGLIAFD |  | RFLKIIRPLR |
| NIFLKKPVFA |  | KTVSIFIWFF |  | LFFISLPNTI |  | LSNKEATPSS |  | VKKCASLKGP |
| LGLKWHQMVN |  | NICQFIFWTV |  | FILMLVFYVV |  | IAKKVYDSYR |  | KSKSKDRKNN |
| KKLEGKVFVV |  | VAVFFVCFAP |  | FHFARVPYTH |  | SQTNNKTDCR |  | LQNQLFIAKE |
| TTLFLAATNI |  | CMDPLIYIFL |  | CKKFTEKLPC |  | MQGRKTTASS |  | QENHSSQTDN |
| ITLG       |  |            |  |            |  |            |  |            |

A: Аланін

C: Цистеїн

D: Аспарагінова кислота

E: Глутамінова кислота

F: Фенілаланін

G: Гліцин

H: Гістидин

I: Ізолейцин

K: Лізин

L: Лейцин

M: Метіонін

N: Аспарагін

P: Пролін

Q: Глутамін

R: Аргінін

S: Серин

T: Треонін

V: Валін

W: Триптофан

Кодований геном білок за функціями належить до рецепторів, g-білокспряжених рецепторів, білків внутрішньоклітинного сигналінгу. 
Задіяний у таких біологічних процесах як поліморфізм, альтернативний сплайсинг. 
Локалізований у клітинній мембрані, мембрані.